# Paso del Macho
Paso del Macho là một đô thị thuộc bang Veracruz, México. Năm 2005, dân số của đô thị này là 27331 người.